# Célibataires d'été
Pour plus de détails, voir Fiche technique et Distribution.
Célibataires d'été (Summer Bachelors) est un film muet américain réalisé par Allan Dwan et sorti en 1926

## Synopsis
Derry Thomas est une jolie fille issue d'une bonne famille qui est indépendante financièrement, et qui est fermement opposée à l'idée de se marier. Elle se retrouve en compagnie de riches hommes d'affaires dont les femmes sont parties pour l'été. Les fêtes se succèdent dans les discothèques, les relais routiers, les country clubs et les domaines à la mode de New York.

## Fiche technique
- Réalisation : Allan Dwan

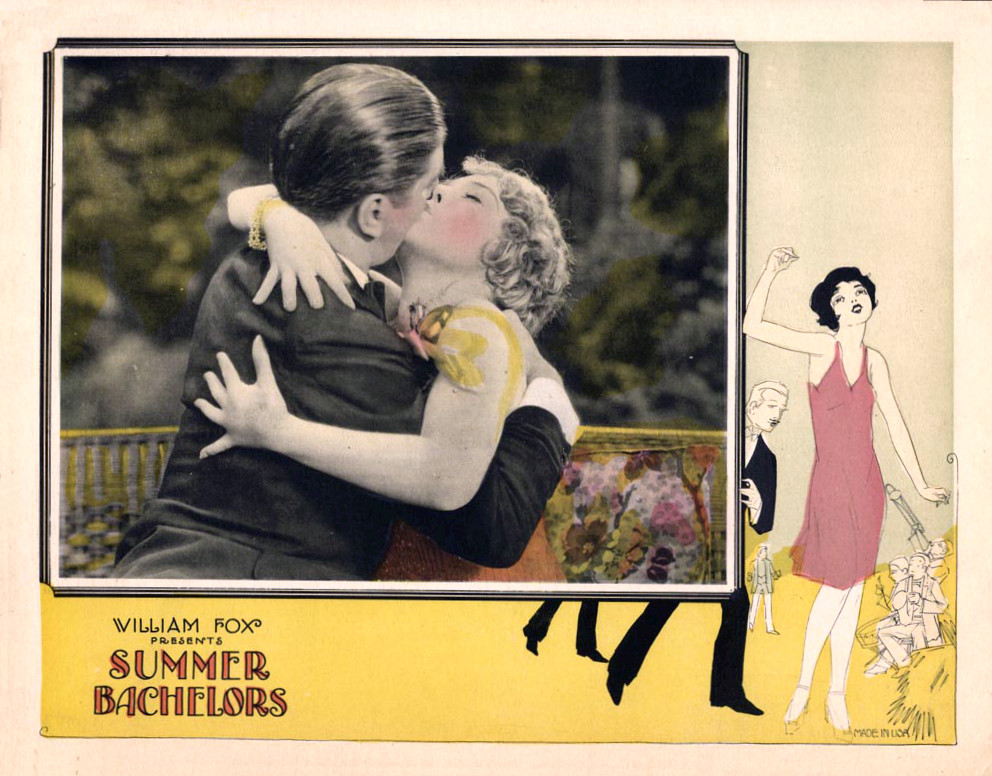
Carte promotionnelle du film.

- Scénario : James Shelley Hamilton d'après Summer Widowers de Warner Fabian
- Producteur : William Fox
- Photographie : Joseph Ruttenberg
- Montage : Frances Agnew
- Distributeur : Fox Film Corporation
- Durée : 70 minutes
- Date de sortie : 
  - États-Unis : 18 décembre 1926

## Distribution
- Madge Bellamy : Derry Thomas
- Allan Forrest : Tony Landor
- Matt Moore : Walter Blakely
- Hale Hamilton : Beverly Greenway
- Leila Hyams : Willowdean French
- Charles Winninger : Preston Smith
- John Holland : Martin Cole
- Olive Tell : Mrs. Preston Smith
- Walter Catlett : célibataire #1
- James F. Cullen : célibataire #2
- Cosmo Kyrle Bellew : célibataire #3
- Charles Esdale : célibataire #4
- Barbara Barondess

## Production
Les scènes d'intérieur ont été tournées dans les studios de la Fox à New York, et les extérieurs à Lake Placid (New York),.